# Cosmopelma dentatum
Cosmopelma dentatum is een spinnensoort uit de familie Barychelidae. De soort komt voor in Venezuela.